# Troye Sivan
Troye Sivan Mellet (Johannesburg, 5 de juny de 1995), conegut com a Troye Sivan, és un cantant, compositor, actor i youtuber sud-africà-australià. Com a actor, ha interpretat el paper del nen James (Wolverine) a pel·lícula X-Men Origins: Wolverine (2009), i el personatge principal de John Milton en la trilogia cinematogràfica Spud. Troye també solia carregar vídeos al seu canal de YouTube. A data de l'abril de 2016 comptava amb més de 4 milions de subscriptors i més de 240 milions de visites.
El 15 d'agost de 2014 Sivan va llançar el seu primer extended play titulat TRXYE, que va aconseguir el lloc número 5 en el Billboard 200. El seu primer senzill, "Happy Little Pill", va aconseguir el lloc número 10 en les llistes australianes. El 4 de setembre de 2015 Sivan va llançar el seu segon EP, Wild. El seu àlbum debut, Blue Neighbourhood, va sortir a la venda el 4 de desembre de 2015. El seu vídeo The 'Boyfriend' Tag, realitzat juntament amb el també youtuber Tyler Oakley, li va valer un Teen Choice Award en la categoria de millor col·laboració web. L'octubre de 2014 la revista Time el va nomenar com un dels 25 adolescents més influents del 2014.

## Primers anys
Sivan va néixer el 5 de juny de 1995 a Johannesburg (Sud-àfrica), fill de Laurelle i Shaun Mellet. Quan tenia dos anys es va mudar amb la seva família a Austràlia a causa de l'augment de la delinqüència a Sud-àfrica. Viu a Perth (Austràlia), amb els seus pares i els germans Steele, Tyde i Sage. El seu pare és un agent de béns immobles i la seva mare és mestressa de casa. Sivan és jueu (el seu pare va néixer a una família jueva i la seva mare es va convertir al judaisme), i va anar a la Carmel School fins al 2009 quan va començar a ser educat en la seva llar.

## 2006-2016

### Música
En 2006, 2007 i 2008 Sivan va cantar en la telemarató Channel Seven Perth Telethon. La seva actuació del 2006 va incloure un duo amb el cantant Guy Sebastian. Sivan també va arribar a la gran final de StarSearch el 2007. El seu EP debut, Dare to Dream, es va publicar el febrer de 2008. El febrer de 2010 Sivan va obrir We Are the World 25 for Haiti (YouTube Edition), un vídeo musical produït per recaptar diners per a les víctimes del terratrèmol d'Haití de 2010.
El 5 de juny de 2013 Sivan va signar amb EMI Austràlia, un segell discogràfic d'Universal Music Austràlia. El 15 d'agost de 2014 Sivan va llançar el seu primer EP titulat TRXYE, encapçalat pel seu primer senzill Happy Little Pill, llançat el 25 de juliol de 2014. TRXYE va debutar en el lloc número 1 a iTunes en més de 55 països i va aconseguir el lloc número 5 del Billboard 200. Happy Little Pill va aconseguir el lloc número 10 en les llistes australianes i va vendre més de 35.000 còpies. Sivan va llançar el seu segon EP, Wild, el 4 de setembre de 2015. El setembre i octubre de 2015 Sivan va llançar una trilogia de vídeos musicals de tres cançons pertanyents al seu nou àlbum Blue Neighbourhood, titulats "Wild", "Fools" i "Talk Me Down", respectivament. L'àlbum va sortir a la venda el 4 de desembre de 2015.
El 21 d'agost de 2020 va publicar la seva EP "In a Dream", en plena pandèmia. Consta de 6 cançons, la més "streamejada" de les quals és Easy.

### Actuació
El 2007 Sivan va interpretar el paper d'Oliver Twist en el musical Oliver!. El 2008 Sivan va participar en un curtmetratge australià anomenat Betrand the Terrible. El 2009 Sivan va interpretar al jove James Howlett (Wolverine) en la pel·lícula X-Men Origins: Wolverine. Sivan va aconseguir el paper després que diversos vídeos de la seva actuació a Channel Seven Perth Telethon fossin publicats YouTube, i després de cridar l'atenció d'un agent de Hollywood, qui al seu torn va contactar Sivan i li va demanar que enviés una cinta de l'audició. Encara que havien triat l'actor Kodi Smit-McPhee per al paper, no va poder formar part de la pel·lícula, a causa d'un altre projecte, la pel·lícula The Road. El juliol de 2009 Sivan va obtenir el paper principal de John Milton en la pel·lícula Spud, una adaptació cinematogràfica de la novel·la homònima de 2005 per l'autor sud-africà John van de Ruit. El rodatge va tenir lloc a Sud-àfrica des de principis de març fins a mitjan abril del 2010. La pel·lícula es va estrenar a Sud-àfrica el 3 de desembre de 2010 i va ser nominada a sis premis de Cinema i Televisió de Sud-àfrica, incloent-hi una nominació a Sivan com a millor actor principal en una pel·lícula.
El 2010 Sivan va aparèixer en l'obra Tot esperant Godot de Samuel Beckett. Sivan va compartir el paper de "Boy", amb Craig Hyde-Smith en nits alternes. El juny de 2012 Sivan va tornar a Sud-àfrica per filmar Spud 2: The Madness Continues, estrenada el 21 de juny de 2013. Sivan també va actuar en una tercera pel·lícula de la saga, Spud 3: Learning to Fly, estrenada el 28 de novembre de 2014.

### YouTube

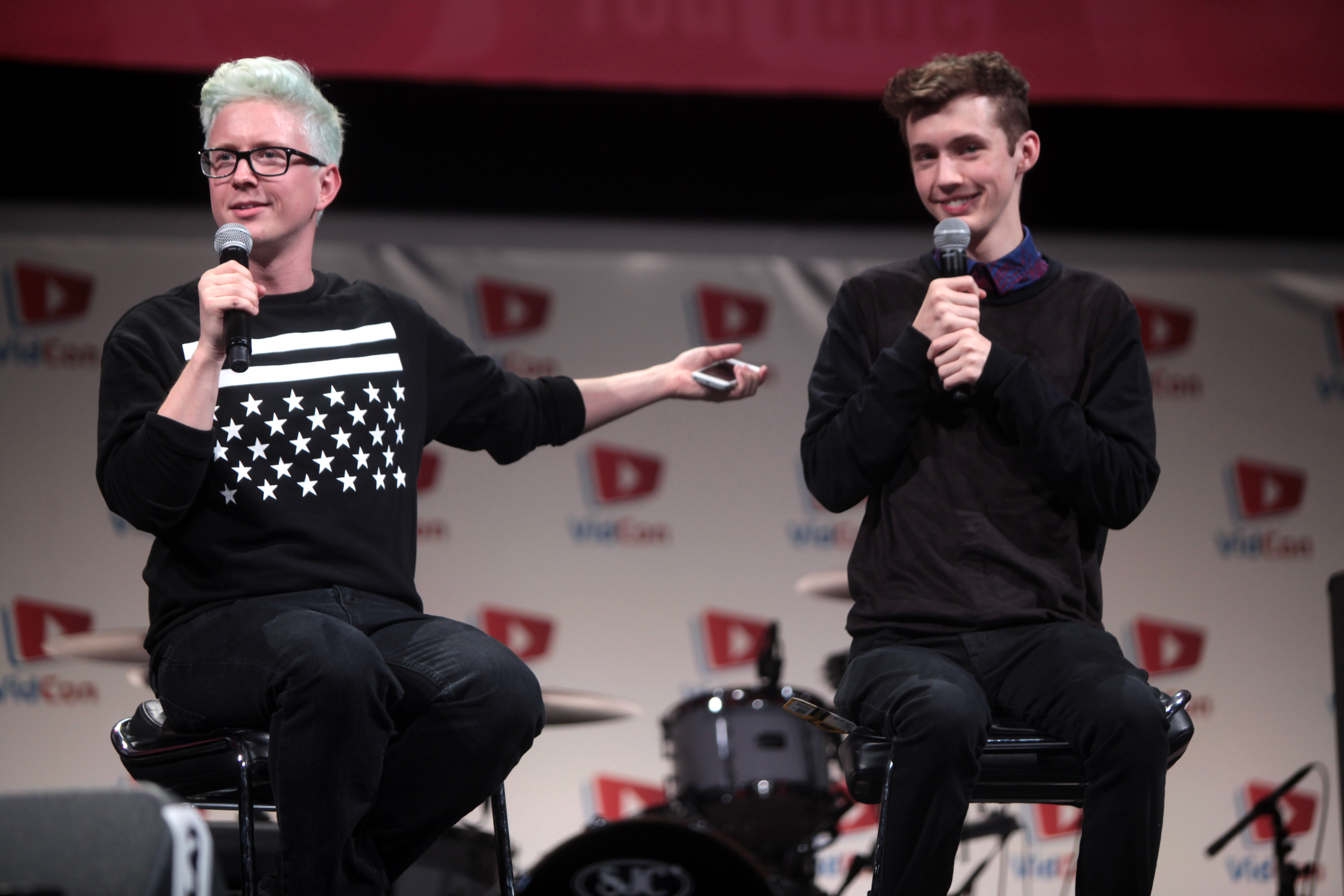
Sivan amb Tyler Oakley a la VidCon de 2014.

El setembre de 2012 Sivan va començar pujar vídeos a YouTube. En el moment que va publicar el seu primer vídeo, el canal de Sivan havia acumulat 27.000 subscriptors des que s'havia unit a l'octubre de 2007. Des d'agost de 2016 Sivan compta amb més de 4 milions de subscriptors i més de 260 milions de visites. El seu canal de YouTube és el quart canal amb més subscriptors d'Austràlia, després de HowToBasic, Planet Dolan i iggyazaleamusicVEVO. El seu vídeo The 'Boyfriend' Tag, realitzat juntament amb el també youtuber Tyler Oakley, li va valer un Teen Choice Award en la categoria de millor col·laboració web.

## Vida personal
Sivan és obertament gai i va sortir davant la seva família el 2010. El 7 d'agost de 2013 va revelar públicament la seva orientació sexual a través d'un vídeo al seu canal de YouTube. S'ha especulat força que vora el 2014 va mantenir una relació sentimental amb el youtuber Connor Franta.

## Filmografia

### Cinema
| Any  | Títol                         | Paper                             |
| ---- | ----------------------------- | --------------------------------- |
| 2009 | X-Men Origins: Wolverine      | James (Jimmy) Howlett / Wolverine |
| 2010 | Spud                          | John 'Spud' Milton                |
| 2013 | Spud 2: The Madness Continues | John 'Spud' Milton                |
| 2014 | Spud 3: Learning to Fly       | John 'Spud' Milton                |

### Televisió
| Any     | Títol                        | Notes           |
| ------- | ---------------------------- | --------------- |
| 2006–08 | Channel Seven Perth Telethon | Acte d'obertura |
| 2007    | Star Search                  | Finalista       |

### Teatre
| Any  | Títol              | Paper        | Notes                 |
| ---- | ------------------ | ------------ | --------------------- |
| 2007 | Oliver!            | Oliver Twist | Regal Theatre         |
| 2010 | Tot esperant Godot | Boy          | His Majesty's Theatre |

## Discografia

### Àlbums d'estudi
| Títol              | Detalls de llançament                                                                           |
| ------------------ | ----------------------------------------------------------------------------------------------- |
| Blue Neighbourhood | - Data de llançament: 4 de desembre de 2015 - Formats: CD, descàrrega digital i disc fonogràfic |

### Extended plays
- 2008: Dare to Dream
- 2012: June Haverly
- 2014: TRXYE
- 2015: Wild (EP)

### Senzills
- 2014: «Happy Little Pill»
- 2015: «WILD»
- 2016: «Youth»
- 2016: «Talk Me Down»
- 2016: «WILD (feat. Alessia Cara)»

"Fools" i "Talk Me Down" es van llançar anteriorment per complementar la trilogia Blue Neighbourhood, ambdues acompanyades d'un videoclip. Cal destacar que l'abril de 2016 "Talk Me Down" es va publicar com a tercer senzill oficial.

### Senzills promocionals
- 2013: The Fault in Our Stars

### Col·laboracions
| Any  | Cançó      | Artista | Àlbum       |
| ---- | ---------- | ------- | ----------- |
| 2015 | «Papercut» | Zedd    | True Colors |